# Język osmański
Język osmański, język osmańskoturecki, język ottomański (tur. Osmanlıca lub Osmanlı Türkçesi, osm. لسان عثمانی lisân-ı Osmânî) – oficjalny język Imperium Osmańskiego, wywodzący się z grupy języków turkijskich. Zapisywany był zmodyfikowanym alfabetem perso-arabskim.
Język ten powstał w wyniku długiej, obejmującej kilka stuleci, koegzystencji trzech głównych języków używanych przez elity rządzące państwem osmańskim. Na język turecki, jako ojczysty dla większości mieszkańców państwa, nawarstwiały się silne wpływy perskiego – głównego języka kultury i literatury narodów Bliskiego Wschodu – oraz arabskiego, jako języka religii. Ponieważ wykształcone elity znały biegle wszystkie trzy języki, doszło do powstania swoistej ich mieszanki: o ile główna struktura języka, obejmująca fonologię i morfologię, pozostawała turecka, o tyle słownictwo oraz składnia – a także, w o wiele mniejszym stopniu, morfologia (na przykład sufiksy słowotwórcze) – bardzo silnie uległy wpływom perskim i arabskim. Jednocześnie sam język osmański wywierał przez stulecia panowania Osmanów na Bałkanach przemożny wpływ na języki tego regionu, przy czym wpływ ten obejmował nie tylko leksykę, ale także morfologię i składnię.
Wśród historycznych źródeł języka osmańskiego znajduje się odrębna grupa tekstów transkrybowanych, to znaczy napisanych alfabetami innymi niż arabski (nazwa tej grupy źródeł jest co prawda nieprecyzyjna, ale powszechnie się przyjęła). Zasługą polskiego turkologa Tadeusza Kowalskiego, którego prace kontynuował Stanisław Stachowski, jest wykazanie znaczenia tych źródeł dla badań językoznawczych, a to, między innymi, dzięki zapisowi plene samogłosek w tych tekstach, dokładnej datacji, uwzględnianiu dialektów i słownictwa „nieszlachetnego”, czyli niepoświadczonego w utworach poezji dworskiej (na przykład nazw narzędzi rzemieślniczych, towarów handlowych).
Aż do XIX stulecia język osmański był mową najwyższych warstw społecznych, niezrozumiałą dla zwykłych poddanych. Pierwsze próby jego zreformowania podejmowano już w XIX wieku, choć dynamiczną akcję „oczyszczania” języka tureckiego z obcych wpływów podjęto dopiero pod naciskiem Kemala Atatürka w latach dwudziestych XX wieku, po upadku Wysokiej Porty.
Zewnętrznym wyrazem modernizacji języka tureckiego było wprowadzenie alfabetu łacińskiego. Przez następne lata usuwano naleciałości perskie i arabskie i przywracano do życia zapomniane słowa. Dzisiejszy turecki różni się w tak znacznym stopniu od mowy Osmanów, że dla współczesnego Turka jest ona językiem obcym.